# BoardGameGeek
BoardGameGeek es un sitio web fundado en 2000 por los estadounidenses Scott Alden y Derk Solko. Está especializado en los juegos de mesa y en cualquier tipo de juego en general.
En 2009 Alden y Solko integraron BoardGameGeek en un nuevo dominio («Geekdō») que reunía otros sitios similares, especializados en otros juegos como los juegos de rol y los videojuegos. Pero en verano de 2010 el dominio «Geekdō» fue abandonado en pro de la puesta en línea de tres sitios web enlazados entre ellos, cada uno con su propio dominio (BoardGameGeek, RPGGeek y VideoGameGeek).

## Contenido
Su estructura es la de una enciclopedia de juegos con fichas de cada juego donde los usuarios comentan, valoran y comparten fotografías.
Dichas fichas son utilizadas incluso por tiendas en línea de juegos de mesa para que los compradores se informen sobre cada juego.
BoardGameGeek divide los juegos en varias categorías (un mismo juego puede estar en varias categorías a la vez):
- Juegos abstractos
- Juegos coleccionables (miniaturas, cartas ...)
- Juegos infantiles
- Juegos familiares
- Juegos de fiesta
- Juegos de estrategia (donde se incluyen los eurogames)
- Juegos temáticos
- Juegos de guerra

Además de ser conocida como página de referencia en juegos de mesa BoardGameGeek tiene apartados dedicados a los juegos de rol y a los videojuegos.

## Clasificaciones
Con las valoraciones de los usuarios se establecen dos rankings, uno general y uno en cada categoría. 
A 30 de abril de 2025 los juegos que lideraban dichas clasificaciones eran:
- Brass: Birmingham en la categoría general y en la de juegos de estrategia.[3][4]
- Pandemic Legacy: Season 1 en la categoría de juegos temáticos.[5]
- War of the Ring: Second Edition en la categoría de juegos de guerra.[6]
- Azul en la categoría de juegos abstractos.[7]
- Arkham Horror: The Card Game en la categoría de juegos coleccionables.[8]
- Zombie Kidz Evolution en la categoría de juegos infantiles.[9]
- Sky Team en la categoría de juegos familiares.[10]
- Blood on the Clocktower en la categoría de juegos de sociedad.[11]

## Salón de la fama
En 2025, con ocasión de su vigesimoquinto aniversario, el sitio web especializado en juegos de mesa BoardGameGeek abrió un Salón de la fama con el propósito de «honrar a los juegos que han hecho contribuciones significativas al pasatiempo de los juegos de mesa en las áreas de innovación, arte e impacto».
El proceso de selección iniciál estuvo a cargo de jugadores experimentados e implicados durante años en la comunidad de los juegos de mesa. El proceso comenzó con la evaluación de juegos de al menos diez años de antigüedad para garantizar un compromiso y un reconocimiento generalizados. Además, el jurado identificó e incluyó juegos que, aunque quizá menos jugados, han tenido un impacto profundo y duradero en la afición. La selección se centra en los juegos modernos que han dado forma al panorama actual de los juegos de mesa. Por esta razón, títulos clásicos como Ajedrez, Backgammon, Go o los juegos de cartas tradicionales quedan fuera de la selección, aunque su influencia en el mundo lúdico sea incuestionable.

#### Juegos galardonados
- Diplomacy (1959)
- Acquire (1964)
- Cosmic Encounter (1977)
- Civilización (1980)
- 1830: The Game of Railroads and Robber Barons (1986)
- Magic: The Gathering (1993)
- Los colonos de Catán (1995)
- El Grande (1996)
- Tigris y Éufrates (1997)
- Ra (1999)
- Carcassonne (2000)
- Power Grid (2004)
- Aventureros al tren (2004)
- Caylus (2005)
- Twilight Struggle (2005)
- Through the Ages: A Story of Civilization (2006)
- Agrícola (2007)
- Brass (2007)
- Race for the Galaxy (2007)
- Dominion (2008)
- Pandemic (2008)
- 7 Wonders (2010)
- Los castillos de Borgoña (2011)
- Terra Mystica (2012)
- Concordia (2013)